# Большая Байкалиха
Большая Байкалиха — река в Туруханском районе Красноярский края, левый приток Енисея. Длина — 29 км.
Берёт начало в болотах. Русло извилистое. Имеет два значительных левых притока: в 14 км от устья впадает Малая Байкалиха, в 16 км — Чёрная Горбушина.
Впадает в Енисей слева, у Туруханского переката, на расстоянии 1009 км от её устья.
По данным государственного водного реестра России относится к Енисейскому бассейновому округу. Код водного объекта — 17010600112116100061528.